# Lissy Funk
Lissy Funk (* 30. April 1909 in Berlin; † 19. April 2005 in Zürich) war eine deutsche Stickerin.

## Leben und Werk

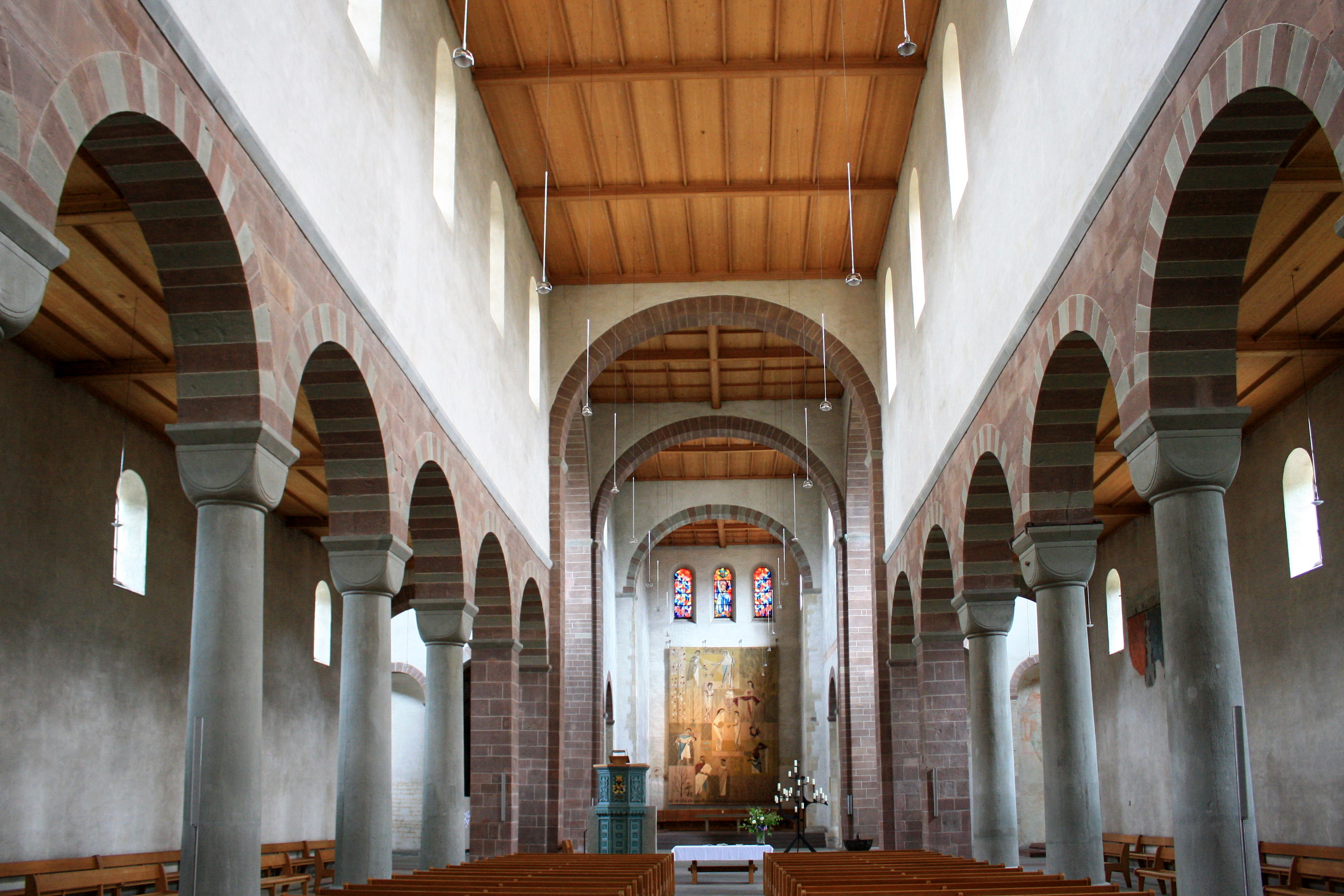
Wandteppich von Lissy Funk im Münster Allerheiligen, Schaffhausen

In Berlin geboren, verbrachte Lissy Funk ihre frühen Kinderjahre in Köln und München, wohin die Familie gezogen war. Von 1921 bis 1925 besuchte sie Tanzklassen bei Mary Wigmann in Dresden. 1923 zog sie mit ihrer Familie nach Obino im Mendrisiotto im Tessin und begann zu malen, zu zeichnen und zu sticken. Sie entdeckte die Bildstickerei als künstlerisches Medium. In den Jahren 1929 und 1930 erhielt sie Webunterricht bei Martha Guggenbühl in Speicher in Appenzell. Ab 1933 lebte sie in Zürich, wo sie ihren späteren Ehemann, den Maler Adolf Funk, kennenlernte und 1935 heiratete.
Von 1935 bis 1937 arbeitete Funk als Lehrerin an der Frauenarbeitsschule in Basel, wo sie die Bildstickerei als ihre künstlerische Ausdrucksform weiterentwickelte. Ab 1937 führte sie ein eigenes Atelier in Zürich-Wollishofen und führte hier grossformatige Werke für öffentliche Bauten und Hotels aus. 1938 erhielt sie einen Auftrag für den 5 × 7 m grossen Wandteppich im Kantonsratsaal im Zürcher Rathaus.
1940 und 1942 kamen ihre Kinder zur Welt. Eine Tochter ist die Malerin Rosina Kuhn.
1948 bezog sie in Zürich ein neues Atelier und übernahm bis 1976 eine Lehrtätigkeit an der Hauswirtschaftlichen Fortbildungsschule der Stadt Zürich im Fach Sticken.
Von 1956 bis 1961 arbeitete sie an einem Auftrag für den Wandteppich im Münster Schaffhausen. Mehrmals beteiligte sie sich an der Biennale Internationale de la Tapisserie in Lausanne. Auftragsarbeiten führte sie für das Kirchengemeindehaus in Wollishofen und die Kirche in Hausen am Albis aus. Ab 1976 wendete sie sich kleineren Formaten zu.
1988 veranstaltete das Art Institute of Chicago eine grosse Retrospektive, die anschliessend in Krefeld und Zürich gezeigt wurde. Bis 2005 führte sie ihre künstlerische Tätigkeit fort.
Lissy Funk schuf über hundert Bildteppiche. In der Textilkunst des 20. Jahrhunderts nehmen diese einen besonderen Platz ein. Aufgrund der Einzigartigkeit ihrer Vorlagen, Kompositionen und Fertigungstechniken lässt sich die Künstlerin keiner bestehenden Bewegung oder Schule zuordnen.

## Auszeichnungen (Auswahl)
- 1961: Goldene Medaille an der Ausstellung « Arte Sacra » in Triest
- 1976: Ehrengabe des Kantons Zürich
- 1977: Preis an der internationalen Ausstellung in Vevey
- 1995: Kunstpreis der Gemeinde Zollikon bei Zürich

## Ausstellungen (Auswahl)
- 1965, 1969, 1977: Teilnahme an der Biennale Internationale de la Tapisserie in Lausanne.
- 1954: «Christliche Kunst der Gegenwart in der Schweiz», Kunsthaus Zürich
- 1961: Prima Mostra Internazionale d’Arte Sacra, Triest
- 1988–1989: Retrospektive im Art Institute of Chicago, im Deutschen Textilmuseum Krefeld und im Helmhaus Zürich.